# Летний лагерь (фильм, 2024)
«Летний лагерь» (англ. Summer Camp) — будущая американская комедия режиссёра Кастилл Лэндон. Главные роли в фильме исполнили Дайан Китон, Кэти Бейтс, Элфри Вудард, Джош Пек, Юджин Леви, Беверли Д’Анджело и Деннис Хэйсберт.
Премьера фильма в США состоялась 31 мая 2024 года.

## Сюжет
Нора, Джинни и Мэри были близкими подругами с самого детства, и все летние каникулы они непременно проводили вместе, посещая лагерь с ночёвкой втроем. С возрастом возможности проводить время вместе сократились, поэтому, когда появляется шанс воссоединиться в летнем лагере, они все соглашаются, хотя и с разным энтузиазмом.

## В ролях
- Дайан Китон — Нора
- Кэти Бейтс — Джинни
- Элфри Вудард — Мэри
- Юджин Леви — Стиви Ди
- Деннис Хэйсберт — Томми
- Беверли Д’Анджело — Джейн
- Николь Ричи — Сейдж
- Джош Пек — Джимми
- Бетси Содаро — Вик Кокберн
- Том Райт — Майк
- Виктория Роуэлл — Эвелин
- Мария Хауэлл — Джуди
- Рэй Сантьяго — Брайан
- Ариэль Кеббел — Фрэнки

## Производство
В феврале 2023 года Deadline сообщил, что Дайан Китон, Кэти Бейтс и Элфри Вудард получили главные роли в фильме «Летний лагерь», режиссёром и сценаристом которого стала Кастил Лэндон. В следующем месяце к актёрскому составу присоединились Юджин Леви, а в апреле — Беверли Д’Анджело, Деннис Хейсберт, Николь Ричи, Джош Пек, Бетси Содаро и Том Райт.
Съёмки начались в Северной Каролине в апреле 2023 года и завершились в конце мая. Съёмки проходили в основном в лагере «Pinnacle» и общественном колледже Блю Ридж в Хендерсонвилле. Продюсер Дори Рат изучила более 200 летних лагерей в США из «примерно 14 500» в стране, прежде чем выбрать лагерь «Pinnacle». В интервью газете Asheville Citizen-Times она рассказала: «Лагерь Pinnacle был на голову выше остальных, когда речь шла о производственной ценности и богатом, кинематографическом пейзаже с исключительными структурами, основанными на их деятельности, такими как их курс Sky Ropes». Другими местами съемок были Wingate University и Nantahala Outdoor Center. Для съёмок фильма было нанято более 1000 местных статистов. Фильм находился в стадии постпродакшена к октябрю 2023 года.
В апреле 2024 года компания Roadside Attractions приобрела права на прокат фильма в США, запланировав его премьеру на 31 мая 2024 года.